# Jonathan Moore
Jonathan Moore (Norimberga, 10 giugno 1982) è un ex cestista statunitense naturalizzato tedesco, professionista nella NBDL.